# Cratere Heron
Heron, a volte anche Hero, è un cratere lunare di 28,1 km situato nella parte nord-occidentale della faccia nascosta della Luna.
Il cratere è dedicato all'inventore egizio Erone di Alessandria.

## Crateri correlati
Alcuni crateri minori situati in prossimità di Heron sono convenzionalmente identificati, sulle mappe lunari, attraverso una lettera associata al nome.
| Heron | Coordinate            | Diametro (in km) |
| ----- | --------------------- | ---------------- |
| H     | 0°14′24″N 120°42′00″E | 17,88            |
| Y     | 1°25′12″N 119°41′24″E | 15,19            |